# Шачири, Исмет
Исмет Шачири (алб. Ismet Shaqiri; 1918, Джяковица — 8 декабря 1986, Приштина) — югославский албанский государственный деятель, председатель Народной Скупщины Косово-Метохийской Автономной Области (1953).

## Биография
Окончил педагогическое училище в Шкодере, до 1941 года преподавал в Албании. На фронте Народно-освободительной войны Югославии с 1941 года, в том же году вступил в Коммунистическую партию Югославии.
После войны занимал ряд политических должностей в Косово и Сербии:
- Председатель Народной Скупщины Народной Скупщины Косово-Метохийской Автономной Области (20 февраля—12 декабря 1953)
- Председатель областного синдикального вече Косово-Метохийской Автономной Области
- Член Исполнительного комитета Областного народного комитета
- Член бюро Областного комитета Коммунистической партии Сербии
- Член Центрального комитета Союза коммунистов Сербии

Избирался депутатом Союзной и Республиканской Скупщин.

## Награды и звания
Кавалер Ордена Национального освобождения, Партизанской памятной медали 1941 года и других наград.